# 街道

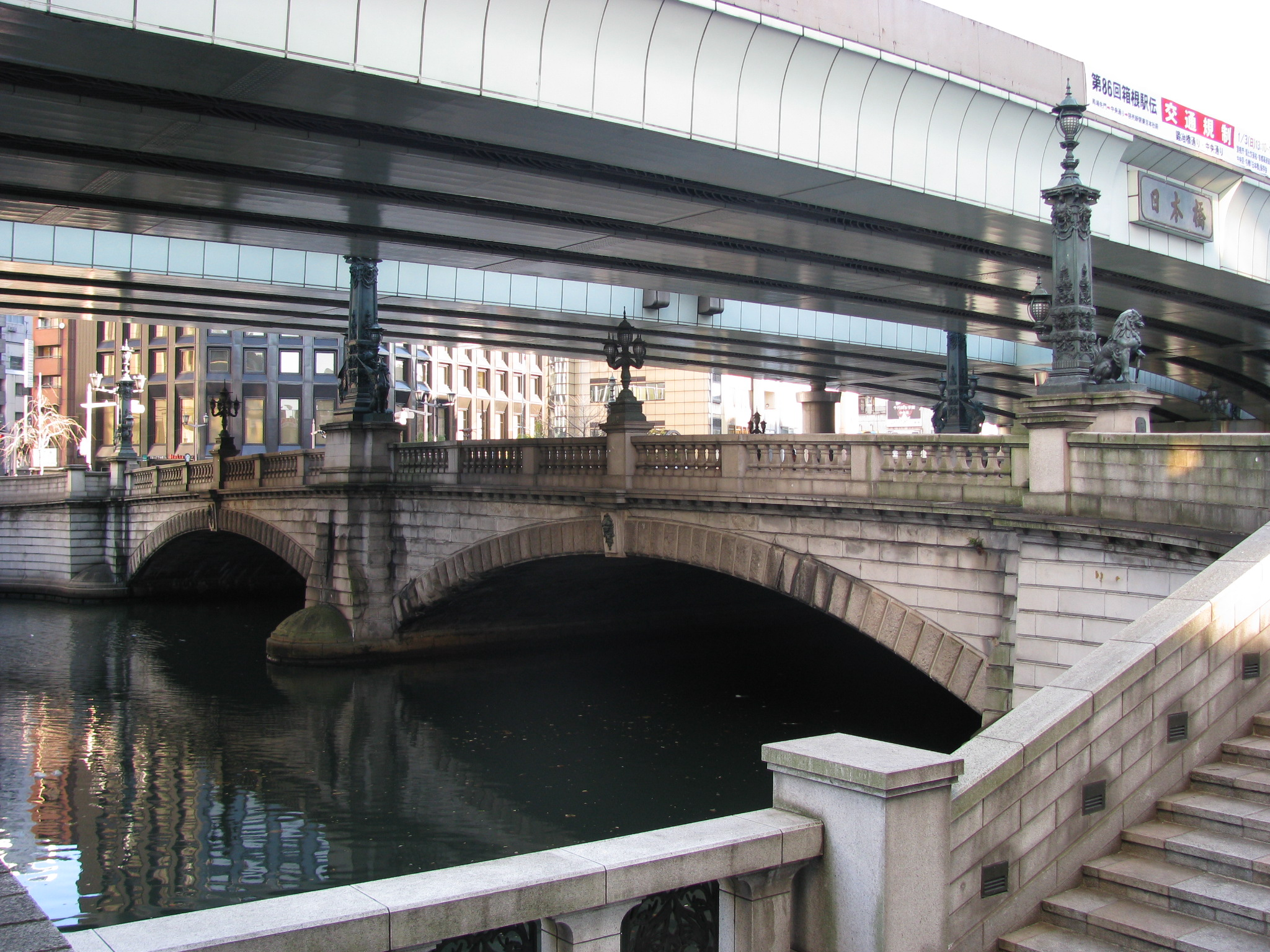
東京都中央区日本橋
江戸時代の五街道の起点。街道が直接的に一般国道に昇格した代表例である。

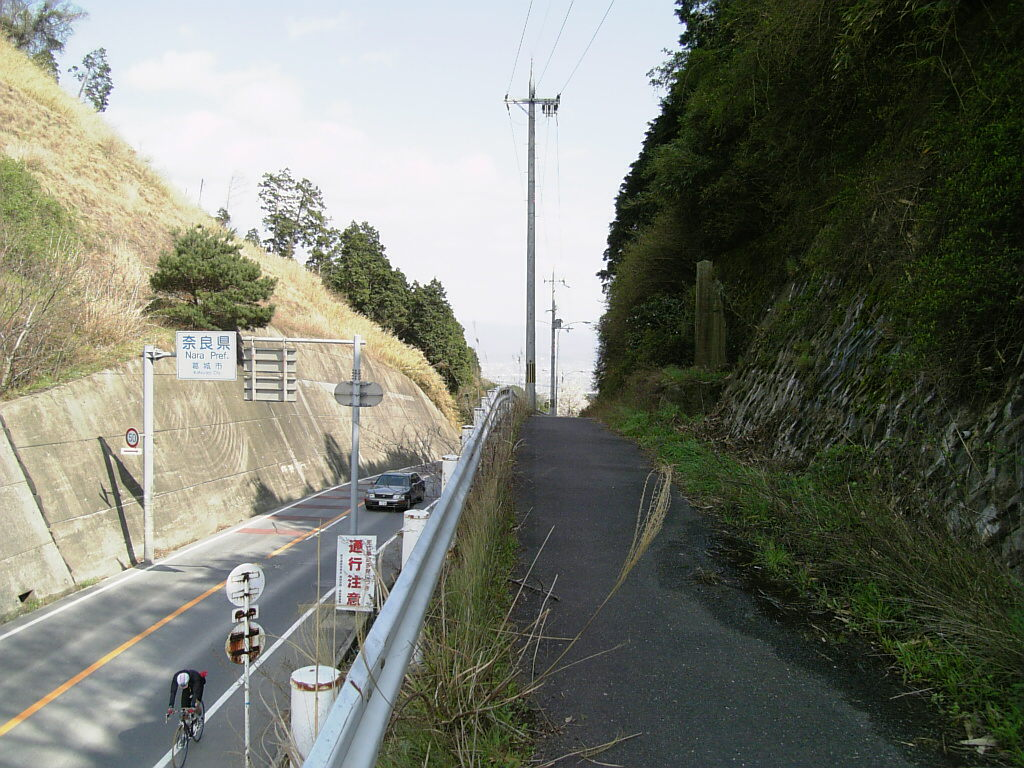
一般国道と旧街道が並行している区間
写真は国道166号（左）の竹内峠（竹内街道：右）。日本全国にこのような整備された新道と旧街道が並行する区間が現存する。

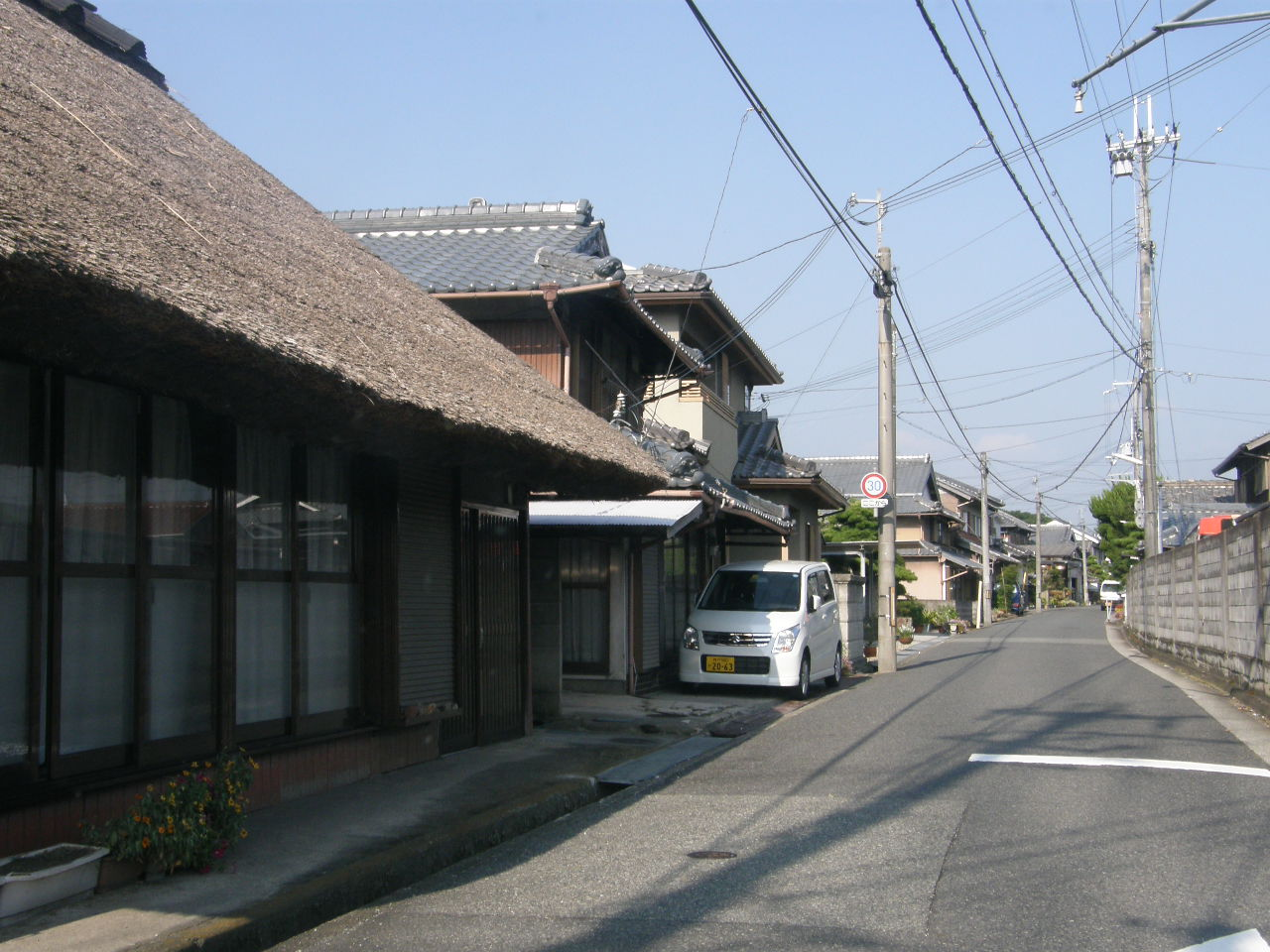
神戸市北区淡河本町（旧・播磨国美嚢郡淡河町／播磨明石藩領淡河町）の様子
旧街道は狭小であることから現代の交通事情にそぐわないため付け替えられることが多く、旧街道には古い面影を残す町並みが残される場合が多い。画像は旧・湯の山街道である。

街道（かいどう）とは、日本における古くから存在する陸上をつなぐ交通路・道路のことである。つながる場所としては街・集落であることが圧倒的に多いが、一方で人里離れた神社・寺院であることも多い。

## 概要
日本の津々浦々に張り巡らされている街道は、その起源や名の由来はまちまちである。名称の大半が明治時代以降に道路行政上の必要性からつけられたものであり、同じ名称が別の複数の街道名称として用いられていることがある。明治以前は、逆に同じ道であっても地域や進行方向によって名称が異なる事が多かった。
明治時代以降、番号制を導入し、国道と地方道の区別が明瞭となり、年月を経るにつれて番号や指定区間がめまぐるしく変わっていく中でも、かつての街道を継承する道の区間や経由地は大きくは変わらなかった。各時代の交通の発達と衰退にあわせて姿を変えたものが多いものの、現在も幹線道路の脇に並行した生活道路として残っているものがある。特に主要な街道では、『○○街道』が道路通称として今日でも親しまれていることが多い。しかし災害や都市計画・改良工事などで分断されたり消滅した街道も少なくない。
以下、日本の街道について記述するが、外国の古い道路も「街道」と呼ばれるものが多い（ローマ街道等）。

## 日本における歴史
過去の設置・建設のいきさつから、下記の通りの年代別に概要を説明する。
- 飛鳥時代から平安時代にかけての詳細は「日本の古代道路」の頁も参照のこと。
- 明治時代以降の詳細は「国道」の頁も参照のこと。

### 古代・統一政権誕生以前
統一国家が誕生する以前、地域ごとに「ムラ」程度の集まりで地域が集結し、争いが繰り返されていた頃は、各ムラどうしとの人や物資の交流はあるものの、整備の行き届いた交通路（＝街道）の概念はなかったと思われる。

### 飛鳥時代・大和政権誕生後

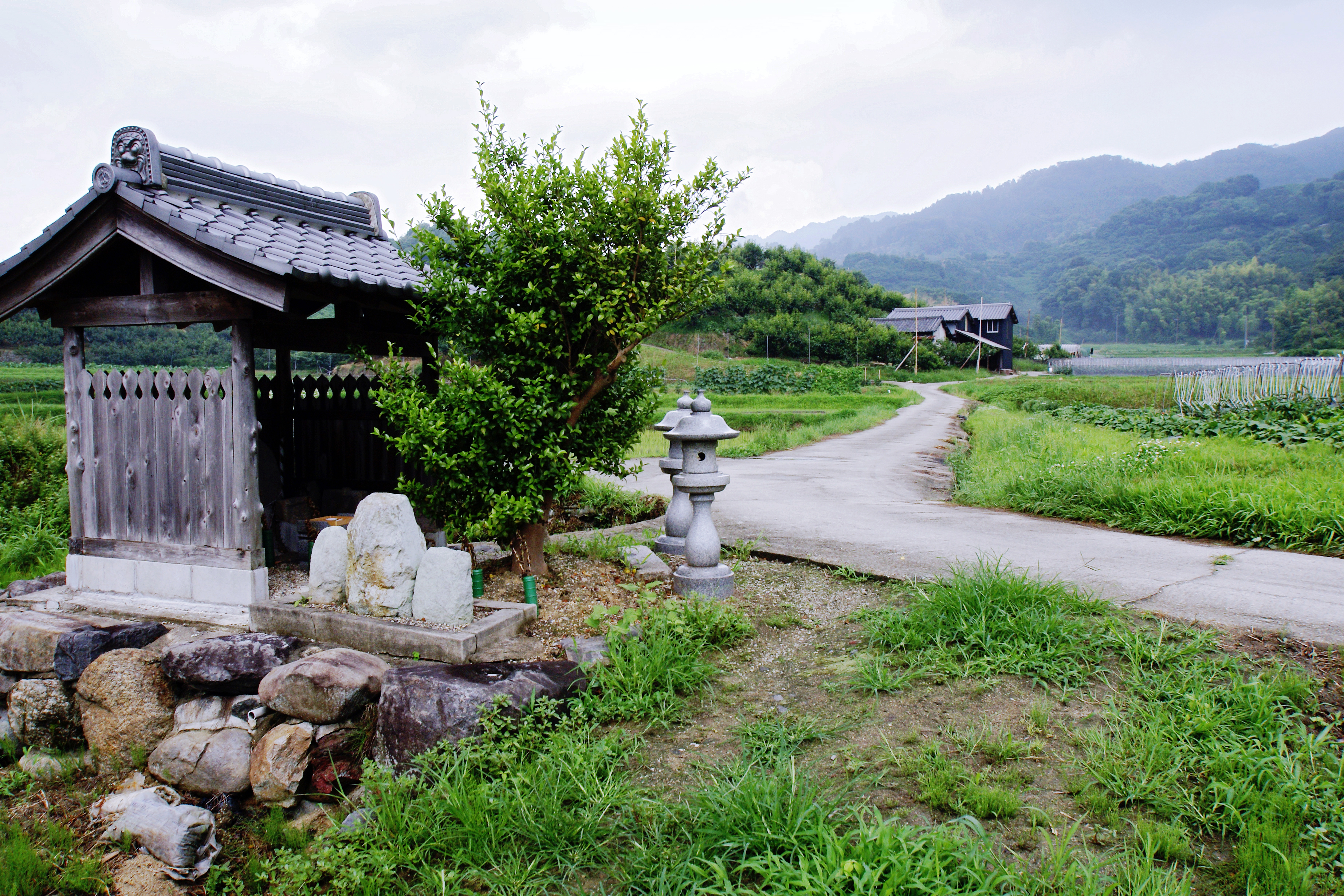
山の辺の道／奈良県天理市付近。

畿内に天皇を中心とする統一政権が誕生すると、都（京）と周囲の豪族が治めていた地域との交流や、海辺に面した港（津）との間を行き来するための交通路の整備が行われた。
山辺の道、竹内街道、長尾街道などがこの時代に整備されたとされている。聖徳太子が通ったとされる「太子道」とよばれる複数の道についてもこの時代に存在した。

### 律令制度制定以降
大化の改新以降、日本全土を統一した基準で治めるために律令制が制定され、各地の統治や租税の徴収を円滑に行うために各地を結ぶ交通路が整備された。駅馬・伝馬などの駅制により、宿場も整備された。
奈良時代になると、高僧行基により、多くの街道が整備されたといわれる。また、平城京と各地を結ぶ、現在で言う「奈良街道」が整備されている。

### 中世
奈良時代以降、各地に神社や仏教寺院が建立されていくが、その地域の信仰を集めただけでなく、遠路からの信仰も集めることがあり、それらの寺院と各地を結ぶ交通路が整備されるようになった。主なものでは高野街道、熊野古道が挙げられる。
鎌倉時代に畿内以外の遠方を中心とする政権が誕生すると、京と鎌倉を結ぶ道筋は重要となっている。
武士・豪族が群雄割拠する戦国時代となると、兵の移動や物資の輸送（兵站）のための交通路として利用されている。また、割拠された地域の境界には関所が設けられ、通行する人々から通行税を徴収した。

### 近世

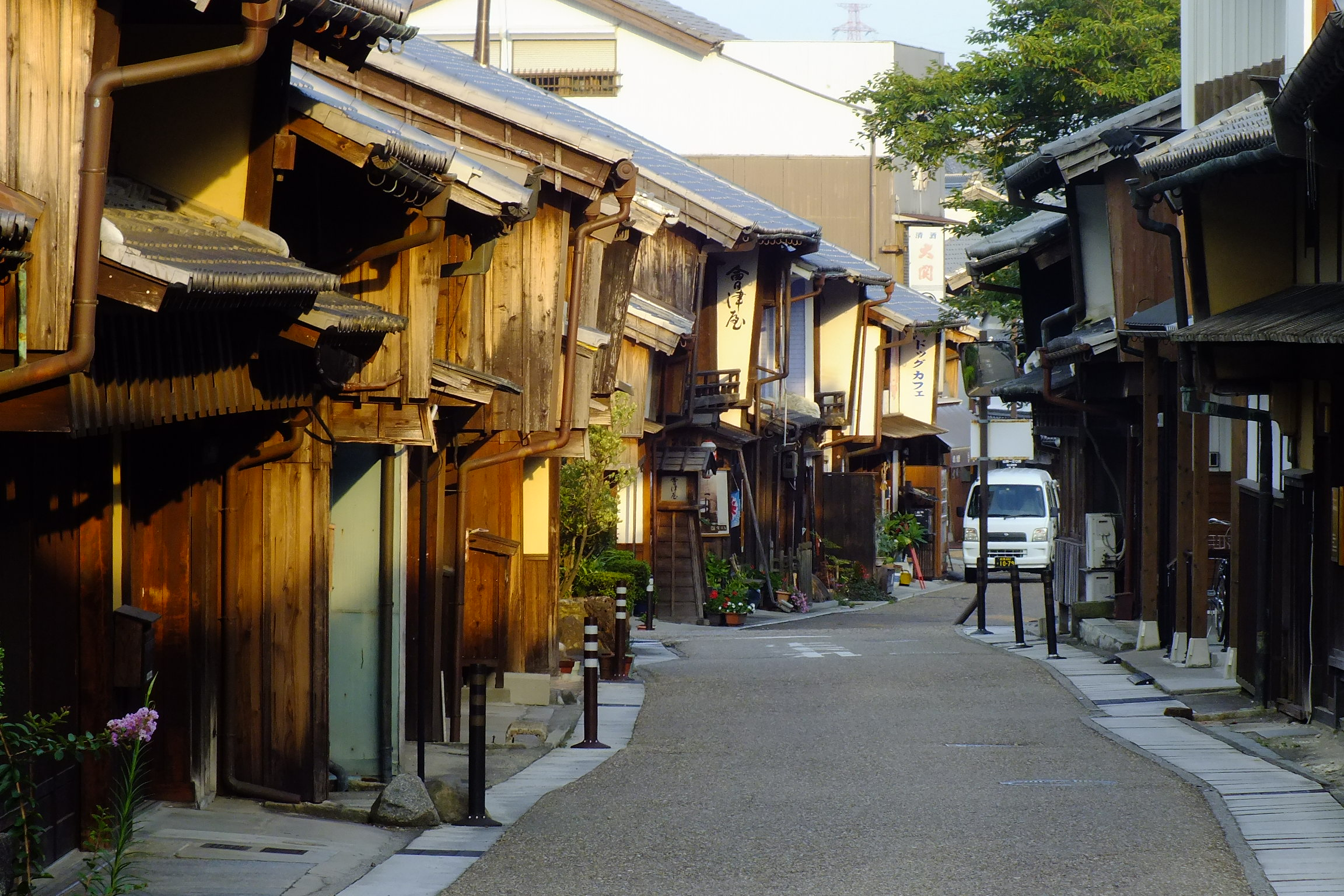
関宿／かつての東海道五十三次47番目の宿場。江戸時代の東海道は五街道の一つであった。

江戸時代には、一般旅行者や諸大名の参勤交代のために江戸を中心とした五街道を幹線とし、これに「佐屋路・美濃路・例幣使街道・壬生通・水戸佐倉道・本坂通などのほか、日光御成道」があり、「万治2（1659）年設置の道中奉行」の管下にあった。また、脇往還、宿場町が日本全国で整備された。「脇往還または脇街道、脇道など」と言われるものの中で「重要度の高いものは伊勢路・中国路・佐渡路」などは、勘定奉行の管下にあった。
このころから伊勢参りが一般的になり、伊勢神宮と各地を結ぶ「伊勢街道」が整備された。
各地に残る「一里塚」「丁石」「道標」の大半が江戸時代に設置されたものとされる。

### 近代以降
明治維新以降、国策として「国道」が制定され、主要な街道は国道に指定された。
ただし、陸上交通の主役が鉄道となり、都心部を除き、道路の大がかりな整備は行われなかった。
太平洋戦争後、高度経済成長期になると、自動車が普及し、それにあわせて旧街道の舗装・拡張・付け替えが行われるようになった。その一方で、とくに山越えの旧道は維持整備が行われずに廃道となるなど、忘れられた存在となりつつある。

## 主な街道
- 五街道
  - 東海道
  - 日光街道
  - 奥州街道
  - 中山道
  - 甲州街道
- 京街道
- 奈良街道
- 鎌倉街道
- 西国街道
- 伊勢参宮街道
- 熊野古道
- 高野街道
- 金毘羅街道
- 飯田街道
- 長崎街道
- 唐津街道

## 主な名産街道
- 中部地方
  - メルヘン街道（国道292号の長野県内区間）
  - 野麦街道（鰤の道）
  - コスモス街道
  - 日本アルプスサラダ街道
  - 日本ロマンチック街道
- 関東地方
  - 日本ロマンチック街道